# Kriss van Valnor (stripalbum)
Kriss van Valnor is het 28ste stripalbum uit de Thorgal-reeks en behoort samen met "Het koninkrijk onder het zand", "De barbaar" en "Het offer" tot de cyclus "De barbaar". Het werd voor het eerst uitgegeven bij Le Lombard in 2004. Het album is getekend door Grzegorz Rosiński met scenario van Jean Van Hamme. Het album is het laatste in de reeks waarbij Grzegorz Rosiński nog tekent in de stijl van de vorige albums. In het volgende deel "Het offer" gebruikt hij een experimentele stijl met gouachetechnieken.

## Het verhaal
Terwijl Thorgal voor dood is achter gelaten op het eilandje, zijn Aaricia, Jolan en Wolvin op weg naar het paleis van de kroonprins. Daar zullen ze aan hem ten geschenke worden gegeven. Onderweg proberen ze te ontsnappen, dat mislukt echter en ze komen in een mijn terecht, waar ze dwangarbeid moeten verrichten. Hier lopen ze Kriss van Valnor tegen het lijf die er dienstdoet als bewaakster van de slaven. Tegen alle verwachtingen in helpt Kriss Aaricia en haar gezinsleden te ontsnappen. Nu blijkt dat ook Kriss een tweejarig zoontje van Thorgal heeft, het jongetje heet Aniël. Samen besluiten de vrouwen terug te keren naar Northland. Op wonderbaarlijke wijze komen ze erachter dat Thorgal nog leeft, hoewel ernstig ziek. Ze nemen hem mee, maar worden achterna gezeten door Romeinse soldaten. Tijdens de achtervolging offert Kriss zich op zodat de anderen veilig zijn.